# Deutsche Weinstraße

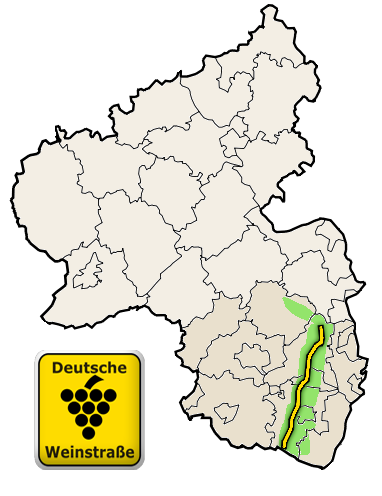
De locatie van de Deutsche Weinstraße binnen de wijnstreek Palts (groen)

De Deutsche Weinstraße (Duitse Wijnroute) is een 85 km lange toeristische autoroute in de deelstaat Rijnland-Palts in het zuidwesten van Duitsland. Ze loopt door de landstreek Palts (Pfalz), waarbij de economie van oudsher nagenoeg geheel op de wijnbouw leunt.
De route, die grotendeels over de Bundesstraßen 38 en 271 loopt, is een van de oudste toeristische autoroutes in Europa. Ze werd in oktober 1935, ten tijde van het Derde Rijk bedacht en te Bad Dürkheim officieel geopend door de nazi-gouwleider Josef Bürckel. Na de Eerste Wereldoorlog was het gebied tot 1934 door Frankrijk bezet. De Duitse wijnboeren ondervonden problemen bij de verkoop van hun wijn, doordat de Franse autoriteiten hen daarbij sterk hinderden. Vanaf 1933 werden veel Duitse Joden, de groothandelaren, die de wijn uit de Pfalz verhandelden, vervolgd. Zij konden daardoor steeds moeilijker hun beroep blijven uitoefenen. De wijnboeren raakten zo hun afzetmogelijkheid kwijt. Daar kwam een grote misoogst in het najaar van 1934 bij. Gouwleider Bürckel, die zich bij Hitler verdienstelijk had gemaakt door inspanningen, om het Saargebied weer bij Duitsland te voegen kreeg gedaan, dat een toeristische route in deze streek de naam Deutsche Weinstraße zou krijgen. Hiermee werd in geheel Duitsland de aandacht op dit gebied gevestigd; de verkoop van wijn uit de Pfalz werd ook op andere manieren gepromoot. De Paltswijn kreeg zo een bevoorrechte status in geheel Nazi-Duitsland. Ook werden door de nazi-reisorganisatie Kraft durch Freude uitstapjes en vakanties naar dit gebied georganiseerd. Het doel van dit alles, het verbeteren van de levensstandaard in de Pfalz, werd hierdoor inderdaad bereikt. 
Vanaf eind 1935 kregen alle steden en dorpen aan de route toestemming, de plaatsnaam te verlengen met an der Weinstraße. Dit moest het toerisme stimuleren.
Aan de zuidgrens, op de Franse grens, werd het zuidelijke beginpunt van de route van een pompeus poortgebouw voorzien. Dit zogenaamde Deutsche Weintor was voorzien van o.a. een sculptuur van de Duitse rijksadelaar met hakenkruis. Na de Tweede Wereldoorlog werd de Weintor niet afgebroken. Wel werd het hakenkruis onder de adelaar weggebeiteld. De Weintor is een Frans-Duits monument voor de wijnbouw, met klein restaurant.
Aan het noordeinde, te Bockenheim an der Weinstraße, werd de route in 1995 voorzien van het brugrestaurant Haus der Deutschen Weinstraße.
Ongeveer parallel aan de 85 km lange autoroute is een 95 km lange fietsroute en een 170 km lange wandelroute ingericht. 
Langs de route worden vooral in het najaar, ten tijde van de druivenoogst,  talrijke wijnfeesten georganiseerd. Veruit het grootste hiervan is de internationaal gekende Dürkheimer Wurstmarkt.

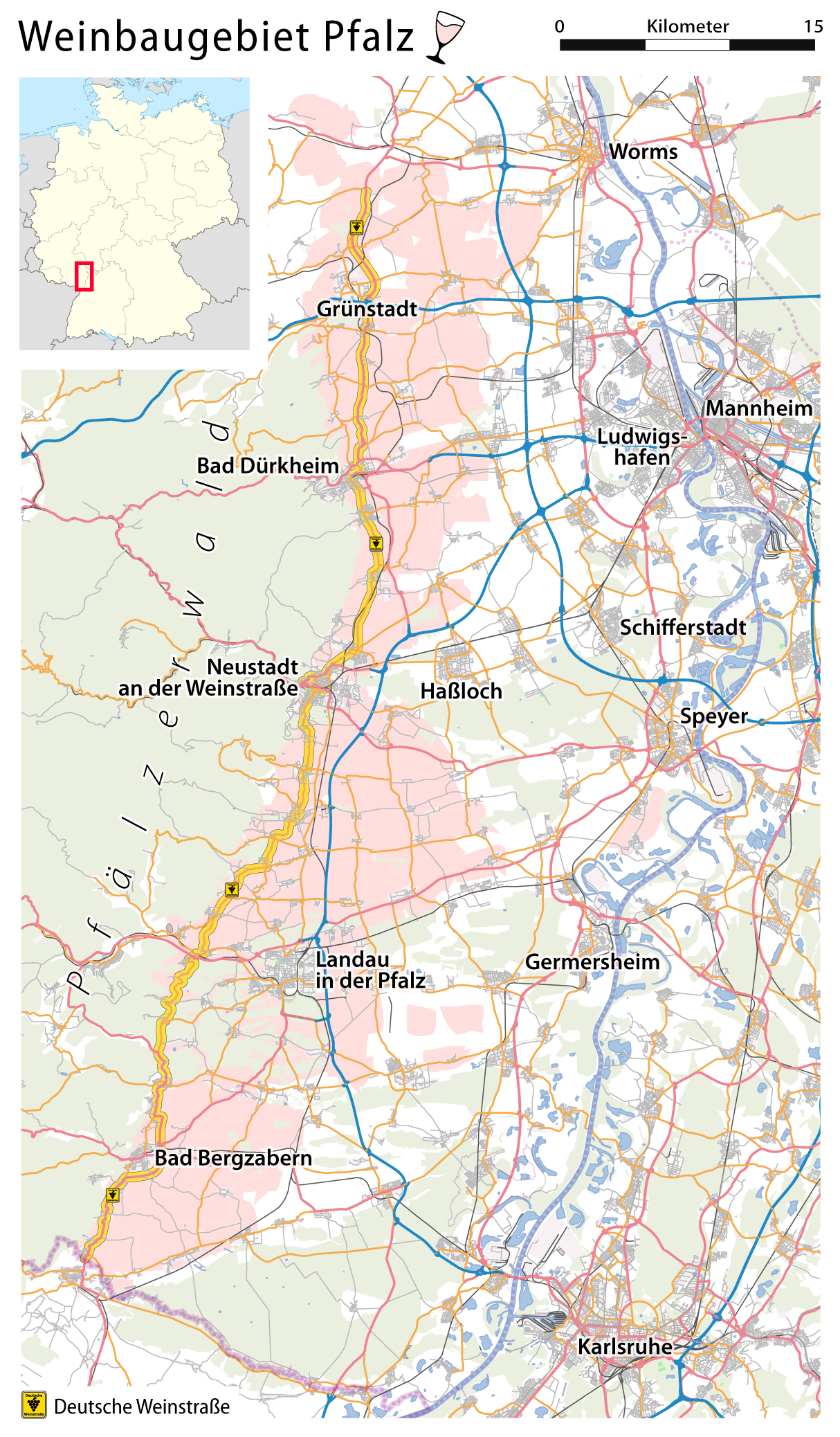
Kaart van het wijnbouwgebied, waar de route doorheen loopt
Duits officieel verkeersteken 386.2: „Toeristische route“
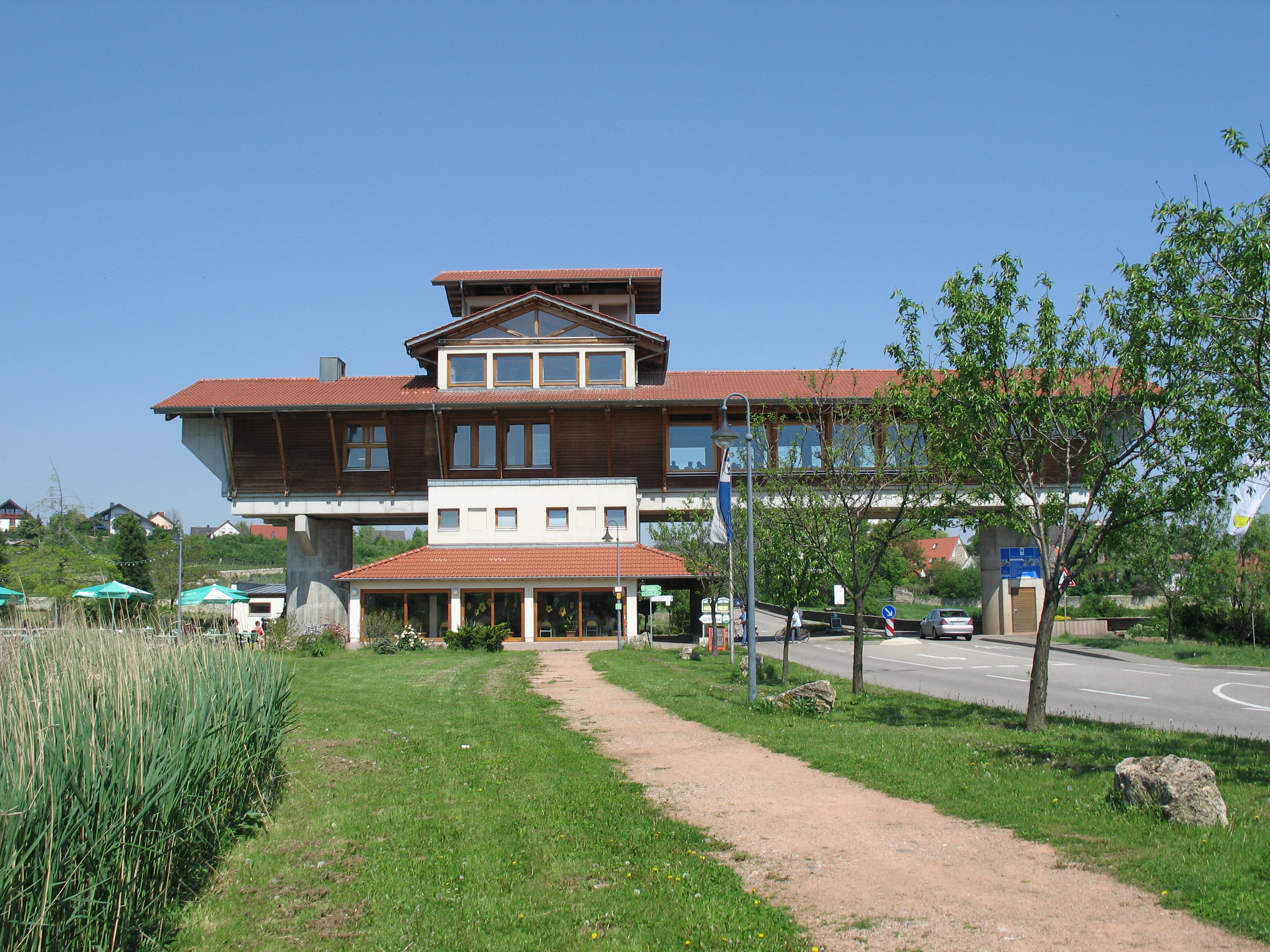
Het Haus der Deutschen Weinstraße te Bockenheim an der Weinstraße aan het noordeinde van de route (1995)
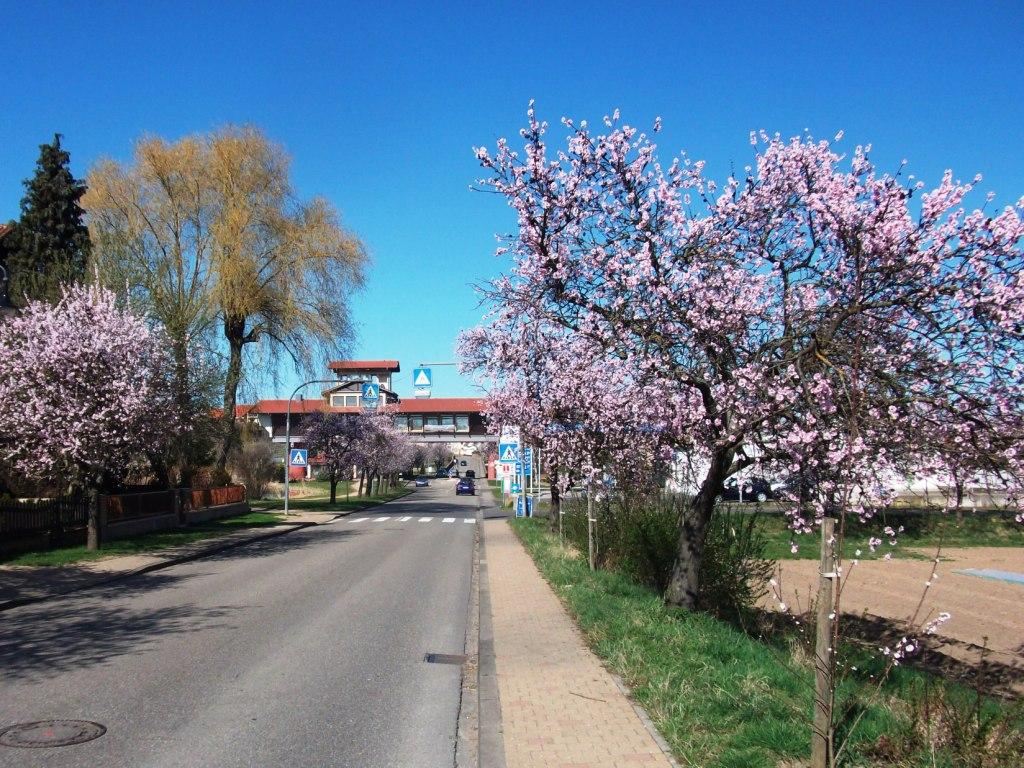
Idem, tijdens de bloei van de amandelbomen in de lente
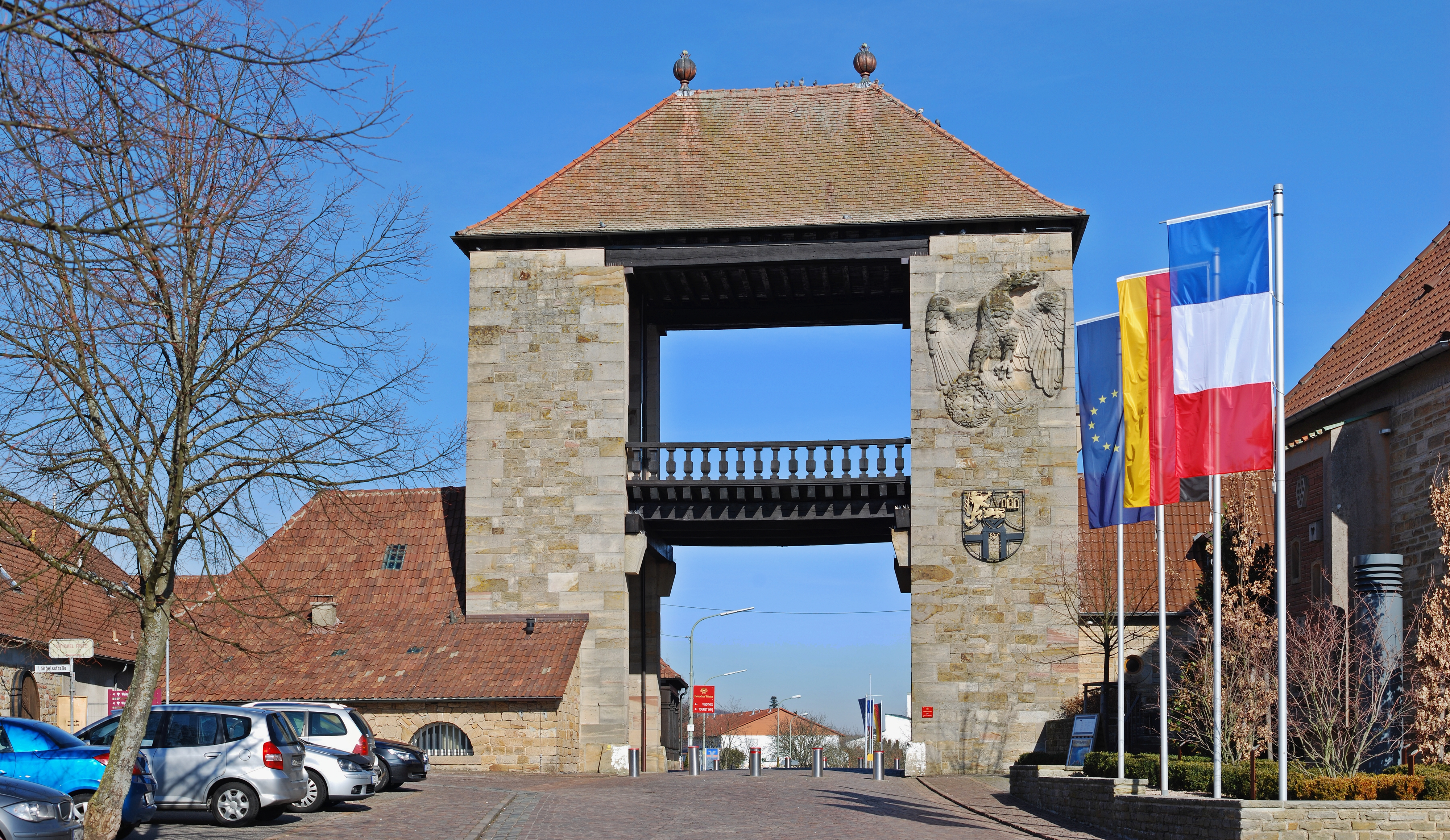
Deutsche Weintor (1936-7) te Schweigen-Rechtenbach aan de grens met Frankrijk aan het zuideinde van de route
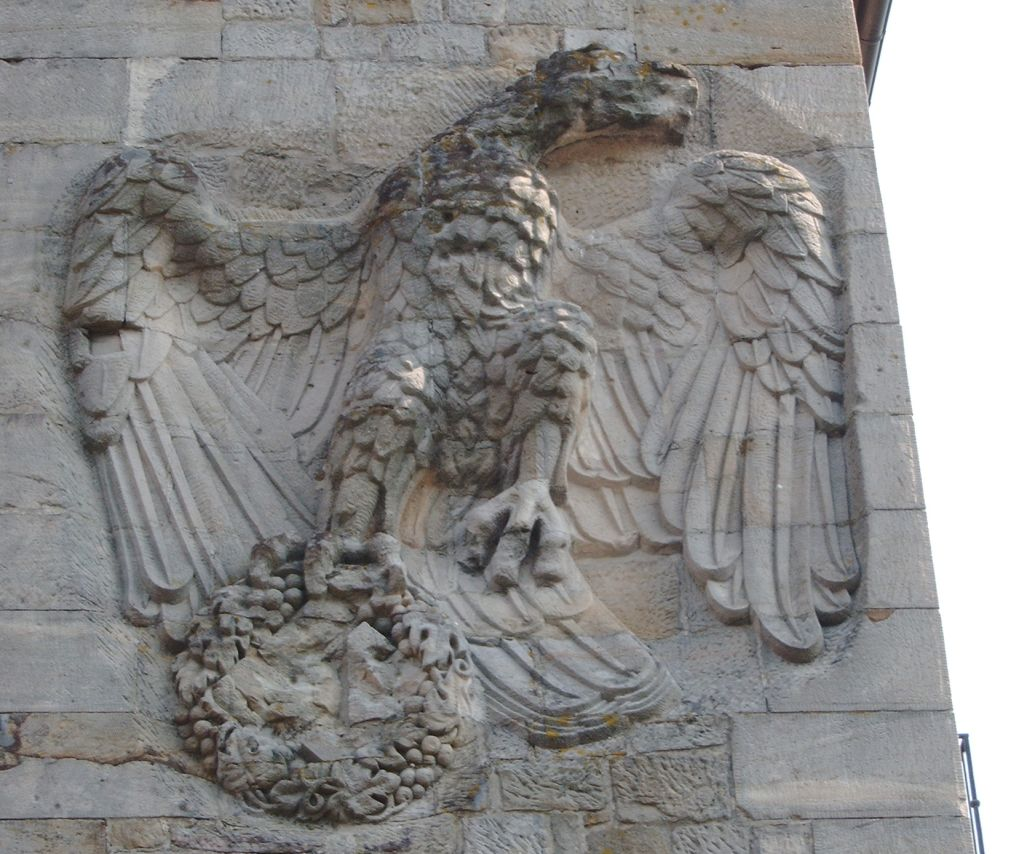
Rijksadelaar op de Deutsche Weintor, waarvan de swastika van Hitlers Derde Rijk is weggebeiteld
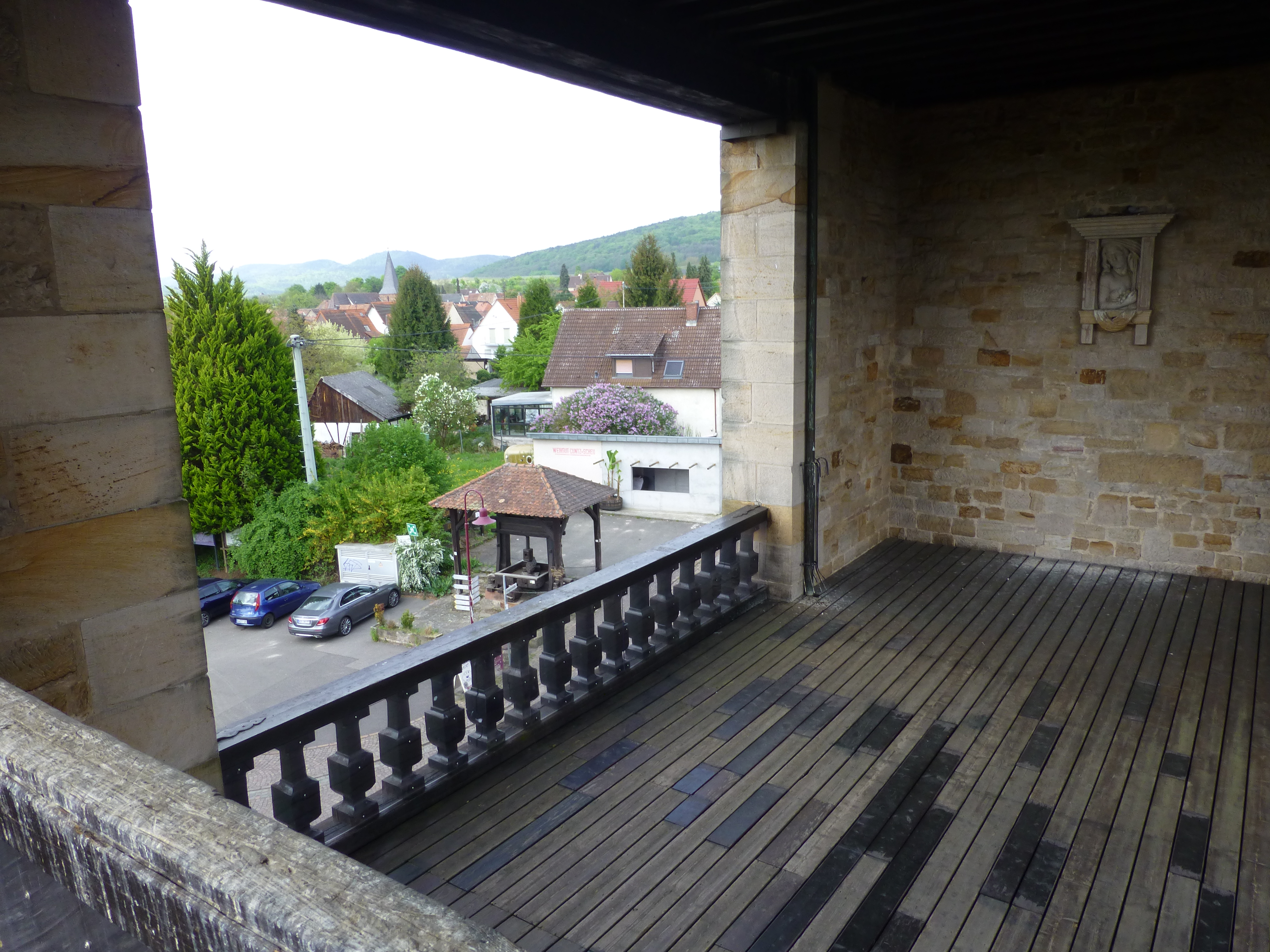
Uitzicht vanaf het bovenste platform van de Weintor
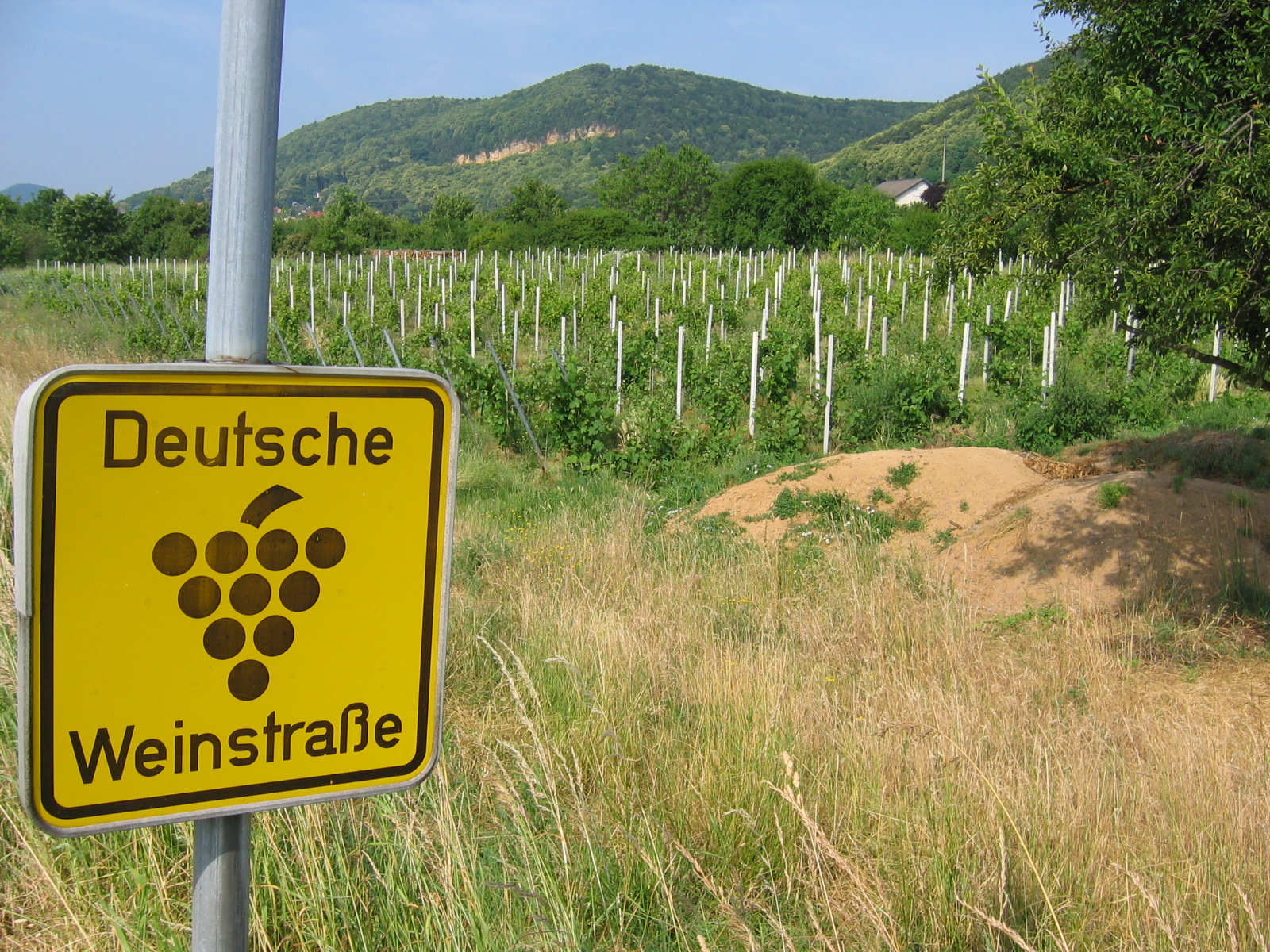
Wijngaarden in de Haardt, het noordoostelijk deel van het Paltserwoud
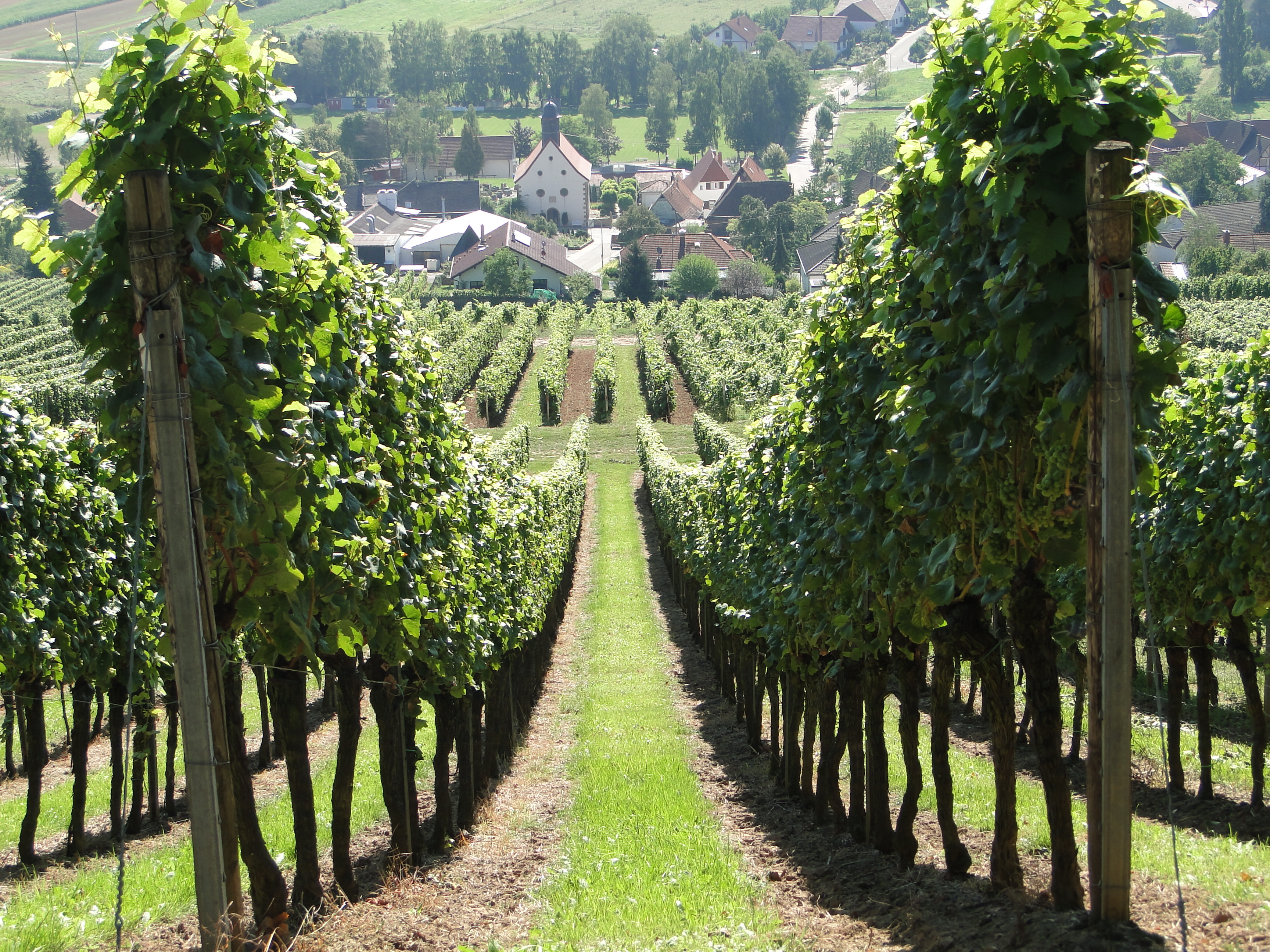
Wijnberghelling bij Pleisweiler
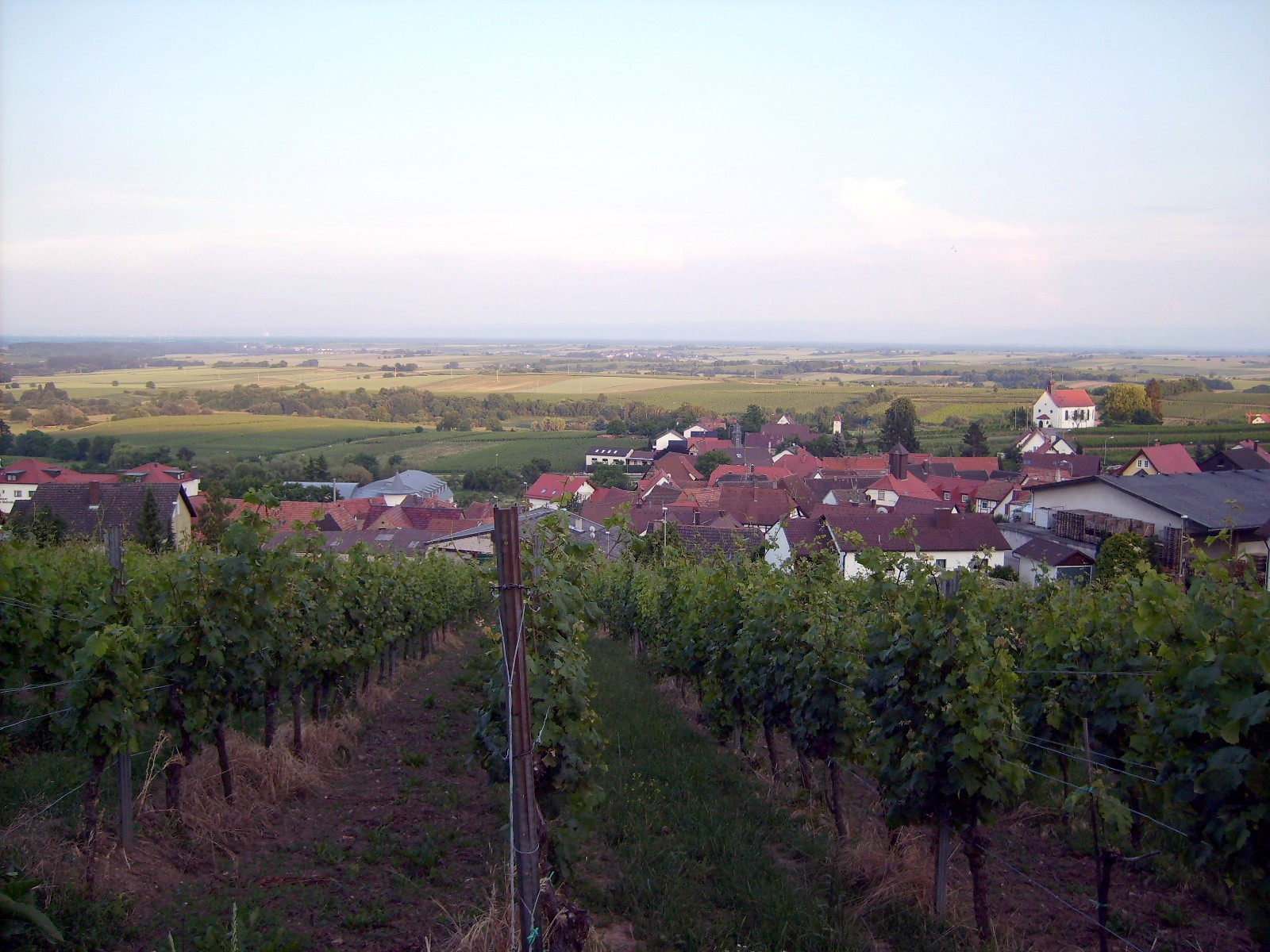
Wijnbergen bij Gleiszellen
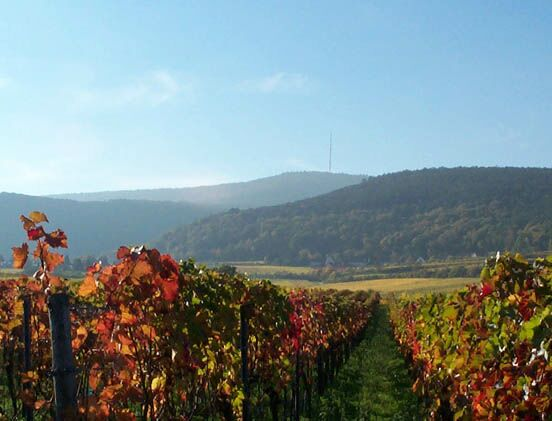
Wijnbergen bij Gimmeldingen
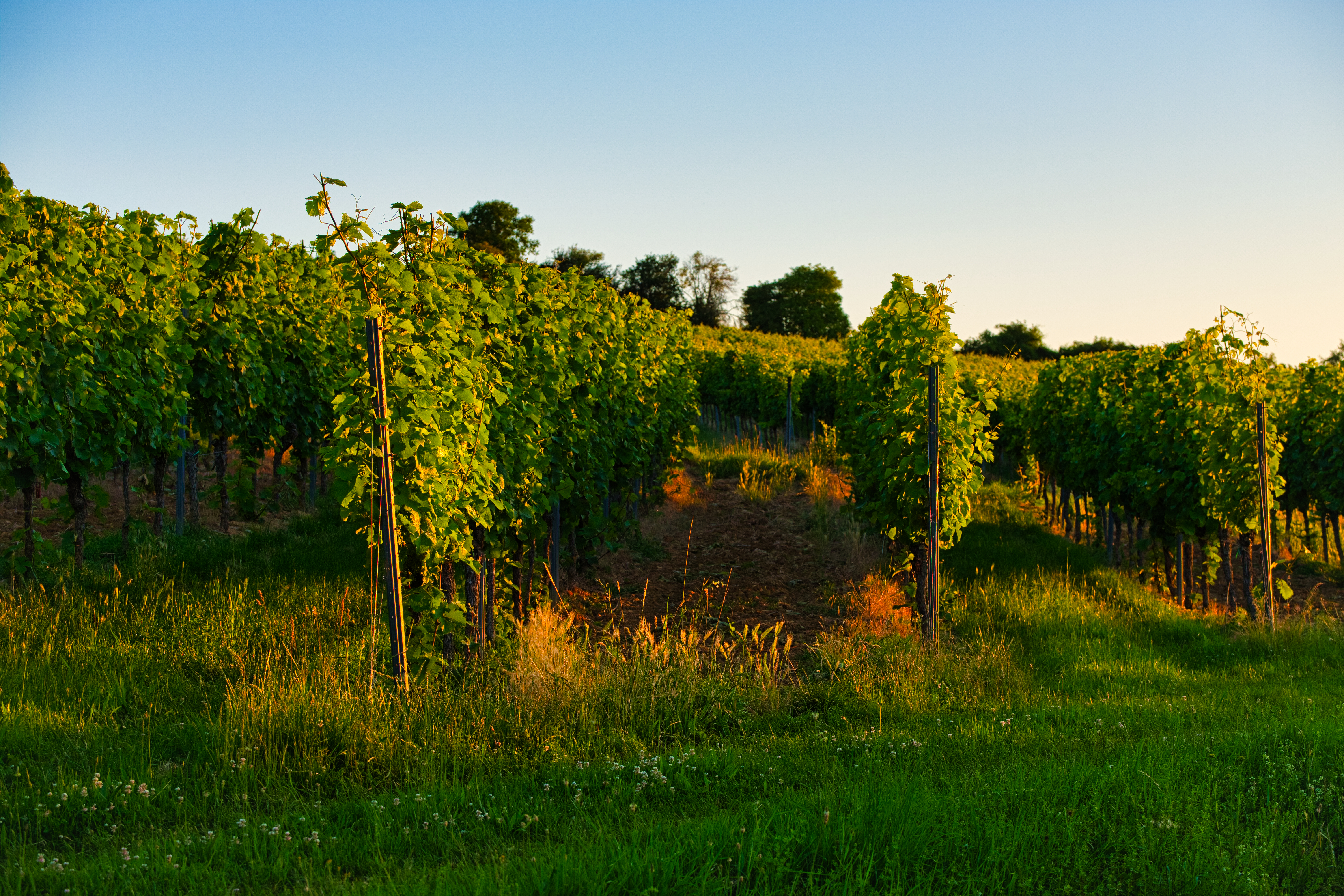
Wijngaarden bij Grünstadt
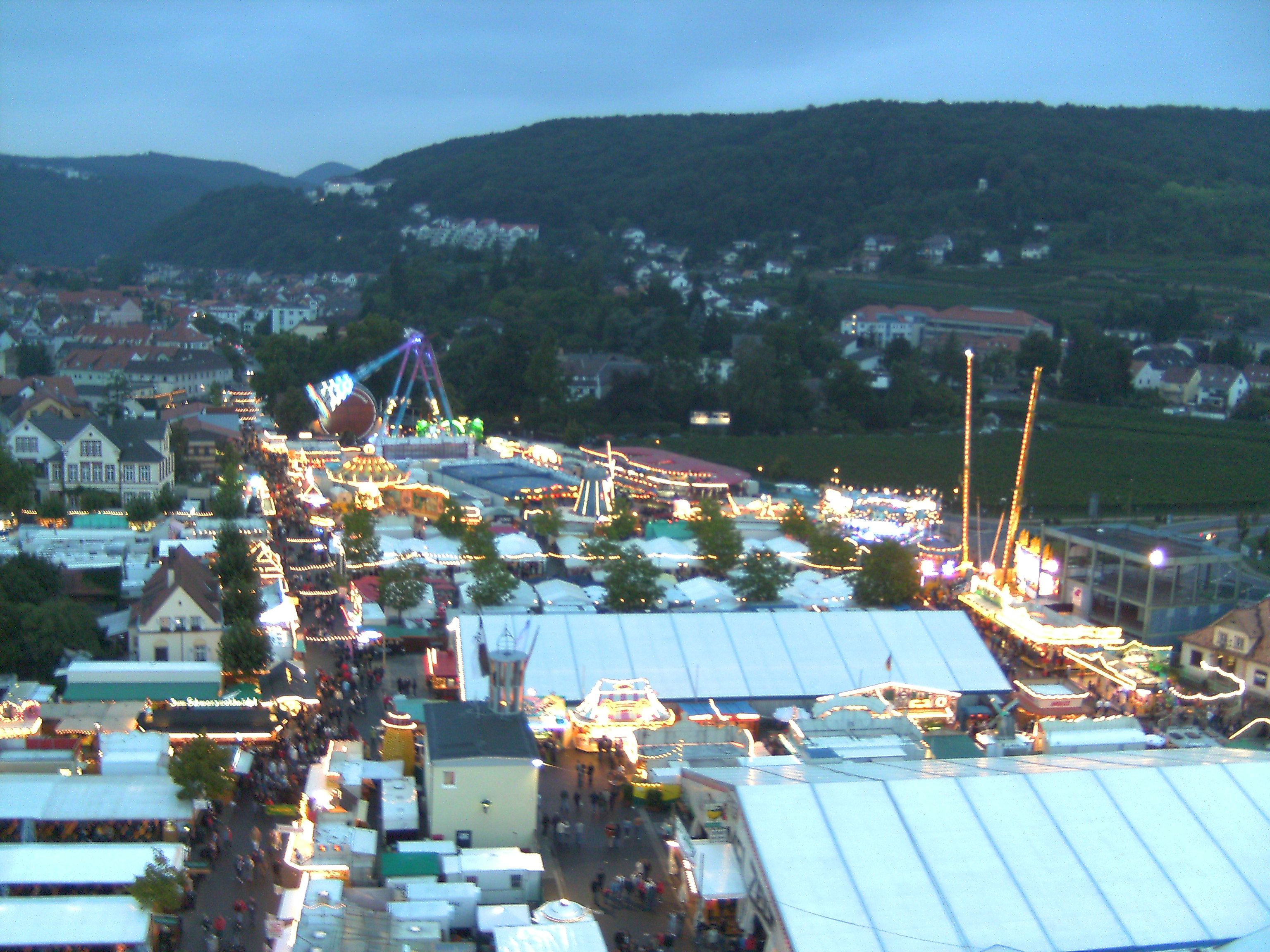
Bad Dürkheimer Wurstmarkt (2008)